# 시호족
시호족(柴胡族, 학명: Bupleureae 부플레우레아이[*])은 미나리아과의 족이다.

## 하위 분류
- 시호속(Bupleurum L.)
- Hohenackeria Fisch. & C.A.Mey.